# Kulturni ataše
Kulturni ataše je ataše, ki deluje na področju kulture, umetnosti med dvema državama.